# Madonna de Kiev
La Madonna de Kiev es una imagen simbólica de una mujer amamantando a un niño que se refugió en el Metro de Kiev para protegerse de un ataque durante el bombardeo de la capital ucraniana de Kiev en 2022 por las Fuerzas Armadas de la Federación Rusa. La foto, tomada por el periodista András Földes, se ha hecho popular en Internet. Se ha convertido en una ilustración tanto de una crisis humanitaria como de una guerra injusta. La imagen sirvió de inspiración para un icono expuesto en una iglesia católica de Mugnano di Napoli, Italia, que se convirtió en un símbolo artístico de resistencia y esperanza.

## Historia
En los primeros días de la invasión rusa de Ucrania, la imagen de Tetyana Blizniak, de 27 años, amamantando a su hija Marichka, de tres meses, refugiada en los túneles del metro de Kiev para protegerse del ataque durante el bombardeo de la ciudad de Kiev por las Fuerzas Armadas de la Federación Rusa, llamó la atención del periodista húngaro András Földes, que la filmó espontáneamente. La mujer se refugió en el metro con su marido y su hijo desde el 25 de febrero de 2022. Aunque se suponía que iban a ser evacuados el 26 de febrero, no pudieron salir del túnel en el que se refugiaban a causa de los combates.
La foto se hizo viral e incluso fue compartida por la web oficial del Vaticano. La artista ucraniana Marina Solomennykova, de Dnipro, fue una de las que la vieron. Utilizó la icónica imagen de la mujer como inspiración para su retrato de María amamantando a su bebé. En el cuadro, el tocado de una mujer ucraniana se utiliza como velo de María, y su cabeza se representa delante de un mapa del metro. El 5 de marzo de 2020, el artista colgó en Internet el retrato que había creado.
A petición del sacerdote jesuita Vyacheslav Okun, una copia en lienzo del retrato "Madonna del Metro" fue enviada a Italia para ser conservada en el lugar donde el sacerdote ejercerá su ministerio. El Jueves Santo, el arzobispo de Nápoles consagró el cuadro como objeto de culto. El icono fue expuesto en la Iglesia del Sagrado Corazón de Jesús, apodada "Madonna de Kiev", situada en la comuna de Munyano di Napoli. El icono fue consagrado por el Papa Francisco el 25 de marzo de 2022.
Tetyana Blizniak se refugió más tarde en Lviv.

## Significado
La imagen se ha convertido tanto en una ilustración de la crisis humanitaria y la guerra injusta,[5] como en un símbolo de esperanza y resistencia silenciosa de los ucranianos. El retrato, a su vez, como la madre de Jesús de Nazaret, que se refugió del peligro de Herodes el Grande se considera hoy un símbolo de la María moderna que se refugia de la violencia de la guerra y amamanta a su bebé como él. La Virgen de Kiev también destaca por su papel en la historia y la identidad nacional ucranianas. Durante la época soviética, el icono se utilizó como símbolo del nacionalismo ucraniano y de la resistencia a la dominación soviética. En la actualidad, se considera un tesoro cultural y un símbolo de la identidad y el patrimonio ucranianos.